# Homoeomma simoni
Homoeomma simoni är en spindelart som beskrevs av Soares och Camargo 1948. Homoeomma simoni ingår i släktet Homoeomma och familjen fågelspindlar. Inga underarter finns listade i Catalogue of Life.